# 기드온
기드온(Gideon, Gedeon, , 그리스어: Γεδεών)은 성경에 등장하는 이스라엘의 사사로, 히브리 성경 사사기 6장에서 8장에 그의 행적이 기록되어 있다.
기드온이란 이름은 ‘찍어 넘김’, ‘베는 사람’이라는 의미이다. 또다른 이름이 여룹바알(Jerubbaal) 여룹바알이란 바알과 맞선다는 의미이며, 또는 여룹베셋(Jerubbesheth)는 수치와 더불어 이김이라는 의미이다. 기드온은 요아스의 막네 아들로 므나쎄 지파였으며 아비에젤 사람으로 고향은 오브라였다. 300명의 군사로 미디안의 대군에게 승리하였다.

## 성경
사사기 6장 11-18:

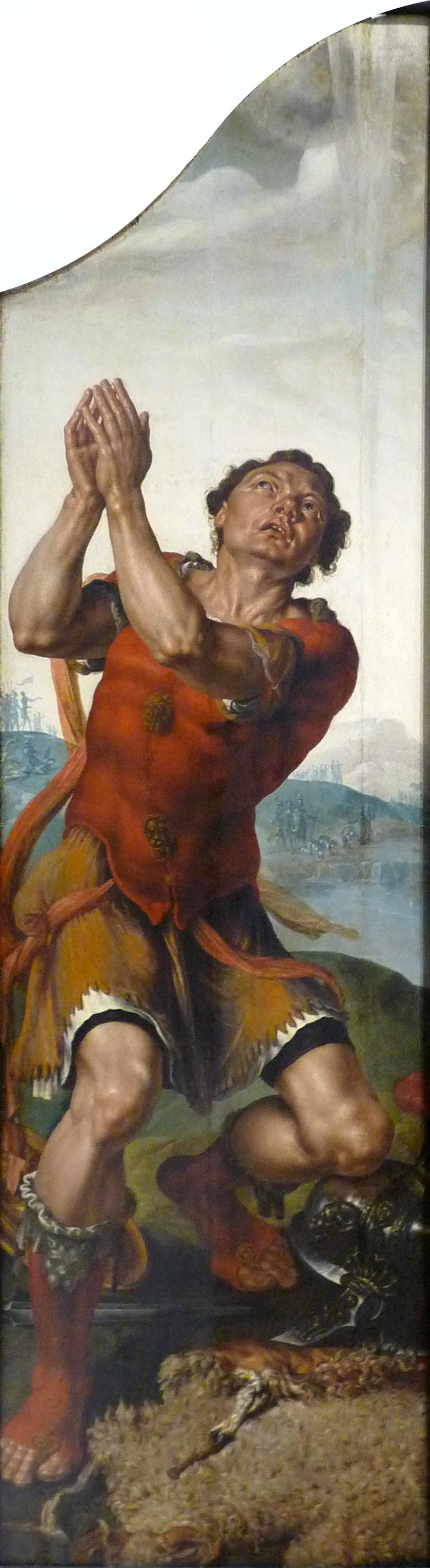
이슬의 기적에 대해 감사하는 기드온, Heemskerck (Musée des Beaux-Arts de Strasbourg)

(6:11) 여호와의 사자가 아비에셀 사람 요아스에게 속한 오브라에 이르러 상수리나무 아래에 앉으니라 마침 요아스의 아들 기드온이 미디안 사람에게 알리지 아니하려 하여 밀을 포도주 틀에서 타작하더니
(6:12)	여호와의 사자가 기드온에게 나타나 이르되 큰 용사여 여호와께서 너와 함께 계시도다 하매
(6:13)	기드온이 그에게 대답하되 오 나의 주여 여호와께서 우리와 함께 계시면 어찌하여 이 모든 일이 우리에게 일어났나이까 또 우리 조상들이 일찍이 우리에게 이르기를 여호와께서 우리를 애굽에서 올라오게 하신 것이 아니냐 한 그 모든 이적이 어디 있나이까 이제 여호와께서 우리를 버리사 미디안의 손에 우리를 넘겨 주셨나이다 하니
(6:14)	여호와께서 그를 향하여 이르시되 너는 가서 이 너의 힘으로 이스라엘을 미디안의 손에서 구원하라 내가 너를 보낸 것이 아니냐 하시니라
(6:15)	그러나 기드온이 그에게 대답하되 오 주여 내가 무엇으로 이스라엘을 구원하리이까 보소서 나의 집은 므낫세 중에 극히 약하고 나는 내 아버지 집에서 가장 작은 자니이다 하니
(6:16)	여호와께서 그에게 이르시되 내가 반드시 너와 함께 하리니 네가 미디안 사람 치기를 한 사람을 치듯 하리라 하시니라
(6:17) 기드온이 그에게 대답하되 만일 내가 주께 은혜를 얻었사오면 나와 말씀하신 이가 주 되시는 표징을 내게 보이소서
(6:18)	내가 예물을 가지고 다시 주께로 와서 그것을 주 앞에 드리기까지 이 곳을 떠나지 마시기를 원하나이다 하니 그가 이르되 내가 너 돌아올 때까지 머무르리라 하니라

## 여룹바알 이름의 비문
이스라엘문화재관리국(IAA)이 이스라엘 남부 키랴트 갓(Kiryat Gat) 근처 키르바트 에르라이(Khirbat er-Ra'i)에서 구약성경 사사기에 등장하는 여룹바알의 이름이 새겨진 3100년 전 비문을 발견했다고 13일(현지시간) 보도했다. 비문은 도자기 그릇에 잉크로 쓰여 있다. 여룹바알은 기드온의 별명이다. 이스라엘의 다섯 번째 사사로 40년간 활동했다.
도자기 물병에 새겨진 여룹바알이라는 이름은 성경 본문 밖에서는 처음으로 발견됐다. 학자들은 주인이 항아리에 자신의 이름을 직접 쓴 것으로 추정하고 있다. 이는 당시에 문자를 도자기에 쓸 수 있는 사람이 많지 않았다는 점에서 여룹바알이 직접 썼을 것으로 보고 있다.
비문은 BC 12~11세기에 새겨진 것으로 추정된다. 조지워싱턴대 비문 전문가 크리스토퍼 롤스턴이 해독한 비문은 ‘요드’(yod·맨 위가 깨짐), ‘레시’(resh), ‘벳’(bet), ‘아인’(ayin), ‘라메드’(lamed)라는 다섯 글자가 새겨져 있다. 이 글자들은 당시 가나안족 언어로 히브리어로 번역하면 ‘여룹바알’이다.
비문이 발견된 키르바트 에르라이는 2015년부터 발굴 작업이 진행됐다. 이곳은 이미 19세기 영국 고고학자들이 조사에 나서면서 알려졌다. 성경에 자주 등장하는 라기스가 한 때 자리했던 고고학 유적지와도 가깝다. 강후구 서울장신대 교수는 “텔라기스에서 3km 정도 떨어져 있는 곳”이다.
가핀켈 교수에 따르면 키르바트 에르라이는 주로 가나안 유적지였지만 강력한 블레셋의 영향을 받았다. 그는 “블레셋의 패권 아래 살기 위해 온 가나안 난민들이 주로 거주했다고 본다”고 말했다. 그는 “비문은 성경 전통에서 기드온이 아니라 다른 여룹바알을 가리키는 것일 수 있지만, 그 항아리가 기드온 사사의 것이었을 가능성을 배제할 수는 없다”고 말했다.

## 같이 보기
- 국제 기드온 협회